# Gaël Leiblang
Gaël Leiblang est un auteur, réalisateur et producteur de documentaires.

## Biographie
En 2012, il a réalisé et produit, Usain Bolt : L'homme le plus rapide, un documentaire exclusif de 90 min consacré au sprinter jamaïcain Usain Bolt,. Ce film a été diffusé le 16 juillet 2012 sur BBC 1 et le 26 juillet 2012 en prime-time sur France 2. Il est distribué par Zodiak Rights et a été vendu dans plus de vingt pays (NETFLIX, NHK, SBS, RTBF, Sky...). Il est édité en DVD et Bluray par Studiocanal en France, et Revolver Entertainment pour l'Angleterre et a été coproduit par Éléphant Doc et Leiblang productions.
En 2013, il a réalisé et produit Futur par Starck, un documentaire interactif de 95 min, diffusé sur ARTE le 4 juin. Ce film est une plongée dans le futur avec le créateur Philippe Starck. Il est distribué à l'international par ARTE Distribution. En 2015, il a réalisé et produit Il était une fois au zoo (60 min), une immersion au zoo de Beauval diffusée dans l'émission Grands Reportages sur TF1. Cette diffusion a été le record d'audience de l'année avec 5,2 millions de téléspectateurs[réf. nécessaire].

### Filmographie
En 2002, pour Les grands duels du sport sur Arte, il coréalise avec Eric Hannezo, le film Indomptables qui raconte le parcours des Lions Indomptables du Cameroun à l’occasion de la Coupe d’Afrique des Nations de football en 2002. Ce film a reçu la Mention d’honneur au Festival du Documentaire Sportif de Milan [réf. nécessaire]. En 2004, il coréalise pour France 3 Douaniers au cœur de tous les trafics (115 min) avec Stéphane Bentura et en 2005, Ma vie après le tsunami (110 min) avec Andréa Rawlins pour Des racines et des ailes.
Il réalise en 2006 La Meilleure Façon de marcher, une série documentaire de 4 × 52 min, diffusée en prime-time sur France 3, qui raconte le parcours de quatre jeunes engagés chez les parachutistes du 1er RCP. En 2008, il signe La Meilleure Façon de cuisiner, une nouvelle série de 4 × 52 min pour France 3, consacrée à des élèves de première année de BEP d’un lycée hôtelier de la banlieue parisienne. Pour la collection Empreintes sur France 5, il réalise Michel Platini, le libre joueur (52 min). Entre deux tournages, il accompagne Diego Bunuel pour la série Les nouveaux explorateurs, sur Canal + : Ne dites pas à ma mère que je suis à Lagos et Johannesburg (52 min), Ne dites pas à ma mère que je suis en Terre Sainte (52 min) et Ne dites pas à ma mère que je suis en Corée du Nord (52 min). Ce dernier opus a été récompensé au 22e Festival International du Scoop d’Angers 2007 par les Prix Spécial du Jury, Prix du Public, Prix des Grandes Écoles et Prix de la Maison d’Arrêt. Il réalise aussi pour TF1 les premiers numéros de la collection Harry Roselmack en immersion. Le film Derrière les murs de la cité (85 min) est récompensé par le Laurier de l’information du Sénat ; Les résistants du monde paysan (85 min) ; Les Sans Domicile Fixe (100 min).
En 2009, il fonde la société Leiblang Productions et produit pour France 3 Les Fables de Monsieur Aubrée, une collection documentaire de 7 × 52 min, et le film Les toqués du chocolat (90 min), réalisé par Martin Blanchard, diffusé en prime-time.
Il s’associe en 2011 au Groupe Elephant (Emmanuel Chain & Thierry Bizot) pour diriger Éléphant Doc, la filiale consacrée au documentaire. La société produit une trentaine de documentaires et reportages long formats.